# Lưu Việt Quân
Lưu Việt Quân (tiếng Trung: 刘粤军; bính âm: Liú Yuèjūn; sinh tháng 9 năm 1954) là Thượng tướng Quân Giải phóng Nhân dân Trung Quốc (PLA). Ông hiện là Ủy viên Ban Chấp hành Trung ương Đảng Cộng sản Trung Quốc khóa XIX, Tư lệnh Chiến khu Đông bộ Quân Giải phóng Nhân dân Trung Quốc phụ trách tác chiến ở Hoa Đông, eo biển Đài Loan. Trước đó, ông giữ chức Tham mưu trưởng Quân khu Quảng Châu; Tham mưu trưởng và Tư lệnh Quân khu Lan Châu.

## Tiểu sử
Lưu Việt Quân là người Hán sinh tháng 9 năm 1954 tại Quảng Đông, ông là người Vinh Thành, tỉnh Sơn Đông. Tháng 12 năm 1969, Lưu Việt Quân gia nhập Quân Giải phóng Nhân dân Trung Quốc khi mới 14 tuổi, nhận nhiệm vụ chiến sĩ lục quân được biên chế vào Trung đoàn 367 hay còn được gọi Trung đoàn Tháp Sơn anh hùng (塔山英雄团), Sư đoàn 123, Quân đoàn 41 thuộc Quân khu Quảng Châu. Tháng 12 năm 1973, ông được bổ nhiệm làm Trung đội trưởng lục quân; tháng 9 năm 1974, ông làm Đại đội trưởng lục quân.
Tháng 6 năm 1980, ông được bổ nhiệm giữ chức Tiểu đoàn trưởng lục quân. Tháng 5 năm 1981, ông giữ chức Tham mưu trưởng Trung đoàn lục quân. Tháng 7 năm 1987, Lưu Việt Quân được bổ nhiệm giữ chức Trung đoàn trưởng lục quân. Tháng 6 năm 1989, ông được điều động làm Tham mưu trưởng Sư đoàn 121 lục quân, Quân đoàn 41, Quân khu Quảng Châu. Tháng 12 năm 1992, ông được bổ nhiệm giữ chức Phó Sư đoàn trưởng lục quân.
Tháng 4 năm 1993, Lưu Việt Quân được điều chuyển làm Chủ nhiệm Căn cứ Thâm Quyến thuộc Đơn vị đồn trú PLA tại Đặc khu hành chính Hồng Kông. Tháng 4 năm 1994, ông được bổ nhiệm làm Sư đoàn trưởng Sư đoàn bộ binh mô tô 123, Tập đoàn quân 41, Quân khu Quảng Châu. Năm 1996, ông được điều động làm Sư đoàn trưởng Sư đoàn 123.
Tháng 8 năm 1997 đến tháng 12 năm 1999, Lưu Việt Quân theo học hàm thụ chuyên ngành quản lý kinh tế tại Trường Đảng Trung ương Đảng Cộng sản Trung Quốc. Tháng 10 năm 1998, Lưu Việt Quân được bổ nhiệm giữ chức Tham mưu trưởng Tập đoàn quân 41 lục quân, Quân khu Quảng Châu. Tháng 4 năm 1999, ông được luân chuyển làm Tư lệnh Đơn vị đồn trú PLA tại Đặc khu hành chính Ma Cao. Tháng 9 năm 2001 đến tháng 2 năm 2002, Lưu Việt Quân theo học khoa cơ bản tại Đại học Quốc phòng Trung Quốc. Tháng 2 năm 2002, ông được điều chuyển giữ chức Tư lệnh Tập đoàn quân 42 lục quân, Quân khu Quảng Châu. Tháng 11 năm 2002, tại Đại hội Đảng Cộng sản Trung Quốc lần thứ 16, ông được bầu làm Ủy viên dự khuyết Ban Chấp hành Trung ương Đảng Cộng sản Trung Quốc khóa XVI.
Tháng 6 năm 2007, Lưu Việt Quân được bổ nhiệm làm Tham mưu trưởng Quân khu Lan Châu. Tháng 10 năm 2007, tại Đại hội Đảng Cộng sản Trung Quốc lần thứ 17, ông được bầu làm Ủy viên dự khuyết Ban Chấp hành Trung ương Đảng Cộng sản Trung Quốc khóa XVII.
Tháng 10 năm 2012, ông được bổ nhiệm giữ chức vụ Tư lệnh Quân khu Lan Châu. Ngày 14 tháng 11 năm 2012, tại Đại hội Đảng Cộng sản Trung Quốc lần thứ 18, ông được bầu làm Ủy viên chính thức Ban Chấp hành Trung ương Đảng Cộng sản Trung Quốc khóa XVIII. Ngày 31 tháng 7 năm 2015, Lưu Việt Quân được phong quân hàm Thượng tướng (shang jiang), hàm cao nhất trong Quân Giải phóng Nhân dân Trung Quốc (PLA).
Tháng 2 năm 2016, Chủ tịch Quân ủy Trung ương Tập Cận Bình tuyên bố giải thể 7 đại Quân khu gồm Bắc Kinh, Thẩm Dương, Tế Nam, Nam Kinh, Quảng Châu, Lan Châu và Thành Đô để thiết lập lại thành 5 Chiến khu, là Chiến khu Đông, Chiến khu Bắc, Chiến khu Nam, Chiến khu Tây và Chiến khu Trung ương; Lưu Việt Quân được bổ nhiệm giữ chức vụ Tư lệnh Chiến khu Đông bộ Quân Giải phóng Nhân dân Trung Quốc.
Ngày 24 tháng 10 năm 2017, tại Đại hội Đảng Cộng sản Trung Quốc lần thứ XIX, Lưu Việt Quân được bầu làm Ủy viên Ban Chấp hành Trung ương Đảng Cộng sản Trung Quốc khóa XIX.

## Lịch sử thụ phong quân hàm
| Quân hàm |             |             | Thượng tướng |  |  |  |  |  |  |  |  |
| Cấp bậc  | Thiếu tướng | Trung tướng | Thượng tướng |  |  |  |  |  |  |  |  |
|          |             |             |              |  |  |  |  |  |  |  |  |